# Cleonésio Carlos da Silva
Da Silva, teljes nevén Cleonésio Carlos da Silva (Ibirité, 1976. április 12. –) brazil labdarúgócsatár.